# Beborn Beton
Beborn Beton – niemiecki zespół synthpop powstały w 1989 roku w Essen i Kolonii. Słowo Beborn nie oznacza nic istotnego, natomiast Beton odpowiada polskiemu znaczeniu, a pochodzi od miejskiego otoczenia w jakim wyrastali członkowie zespołu.

## Historia
Zespół Beborn Beton został założony w roku 1989 przez dwóch wieloletnich przyjaciół i miłośników muzyki Stefana Tillmanna i Michaela B Wagnera. Początkowo ich twórczość była bardzo mocno inspirowana zespołami lat osiemdziesiątych, zespół rozszerzał i modernizował muzykę swoich ówczesnych idoli. Krótko po tym jak Till i Michael połączyli siły, zespół zaczął tworzyć swoje własne przedsięwzięcia. W tym celu do składu dołączyli swojego byłego kolegę szkolnego Stefana Netschio, który przyjął na siebie rolę wokalu wiodącego. W ten sposób grupa była gotowa do tworzenia swej własnej muzyki. Pierwsze wydania na taśmach (lata 1989-1992) kompilacjach (od 1991) oraz liczne występy na żywo szybko przyniosły zespołowi popularność i dużą grupę fanów.
W roku 1993 grupa wydała debiutancki album zespołu zatytułowany Tybalt. Płyta była kompilacją utworów, jakie odniosły największy sukces w dotychczasowej trzyletniej historii zespołu i została bardzo dobrze przyjęta na scenie muzyki elektronicznej. Dwa lata później ukazuje się kolejny album Concrete Ground. W roku 1996 ze względu na różnice muzyczne w oczekiwaniach wytwórni zespół zmienia producenta na Strange Ways Records i wydaje przełomowy album Nightfall zawierający klubowy przebój Im Innern Einer Frau. Zmiana ta okazała się słuszną decyzją, gdyż sukces płyty wielokrotnie przekroczył oczekiwania zespołu. Rok później ukazuje się następna płyta Truth, bardziej melancholijna w odbiorze.
Kolejny album Rückkehr zum Eisplaneten ukazuje się w roku 2000. Zawiera remiksy utworów Beborn Beton wykonywane przez takich wykonawców jak Covenant, Camouflage, Neuroticfish i Daniel Myer z zespołu Haujobb, jak również remiksy wykonywane przez Beborn Beton. W maju 2002 roku album ten ukazał się w Stanach Zjednoczonych nakładem WTII Records wzbogacony dodatkowymi remiksami jako podwójne CD, jest to pierwsza publikacja zespołu w Stanach Zjednoczonych. Wydaniu towarzyszyło czterotygodniowe tournée w 15 miastach, od wschodniego (Miami) do zachodniego (Seattle) wybrzeża USA.
Po dziewięciu latach od ostatnich wydań zespół nagrał w 2015 roku nowy album A Worthy Compensation a 9 września 2016 roku ukazała się najnowsza EP zespołu She Cried zawierająca remiksy ich utworów wykonane przez takich artystów jak Daniel Myer z zespołu Covenant czy Val Solo ze S.P.O.C.K.
Zespół często koncertował na dużych festiwalach muzycznych, takich jak Wave Gotik Treffen (2003, 2006, 2015). W Polsce zespół wystąpił 23 kwietnia 2016 w warszawskiej Progresji w ramach Warsaw Dark Electro Festival 2016 (Spring Edition).

## Skład zespołu
- Stefan "Till" Tillmann, kompozytor, syntezatory, instrumenty perkusyjne
- Michael B Wagner, kompozytor, syntezatory
- Stefan Netschio, teksty, śpiew

## Dyskografia
- 1993 – Tybalt (Subtronic)
- 1993 – Twisted (Subtronic)
- 1994 – Concrete Ground (Subtronic)
- 1996 – Nightfall (Strange Ways)
- 1997 – Tybalt – reedycja (Dark Star)
- 1997 – Truth (Strange Ways)
- 1997 – Another World (Strange Ways)
- 1998 – Concrete Ground – reedycja (Strange Ways)
- 1999 – Poison (Strange Ways)
- 1999 – Fake (Strange Ways)
- 1999 – Fake Bonus (Strange Ways)
- 2000 – Rückkehr zum Eisplaneten (Strange Ways)
- 2002 – Tales from another world (Wtii, LLC)
- 2015 – A Worthy Compensation (Dependent)
- 2016 – She Cried (Dependent)
- 2023 - Darkness Falls Again

## Remiksy utworów innych artystów
- Apoptygma Berzerk – "Kathy's Song"
- Infam – "Limbo"
- Claire Voyant – "Majesty"
- Funker Vogt – "Under Deck"
- Cleen – "The Voice"
- De/Vision – "Your Hands On My Skin"
- Clan of Xymox – "Something Wrong"
- Camouflage – "I Can't Feel You"
- In Strict Confidence – "Seven Lives"
- Wolfsheim – "Approaching Lightspeed"
- Virtual Server – "The Earth" (featuring Reagan Jones of Iris)
- Technoir – "Manifesto"
- Technoir – "All In My Head"
- Purwien – "Alle Fehler" (featuring Joachim Witt)
- Helalyn Flowers – "DGTal Blood"
- Purwien – "So kalt"
- James D. Stark - "Ready"
- Lyronian – "Life Is A Show"
- Ad Inferna – "Vertige"
- Minerve – "My Universe"
- Parralox – "Moonwalking"
- Zynic – "Dreams In Black And White"
- The Mystic Underground – "Pride Of St. Mark's"
- Weareoff – "Chymera"
- The New Division – "Honest"
- Diskodiktator – "Inte så svårt"
- Blitzmaschine – "Uncontrollable"
- SITD – "Dunkelziffer"
- Love? – "I Walk Alone"
- Depeche Mode – "My Secret Garden"